# Ethne (typ polis)
Niektóre z zamieszczonych tu informacji wymagają weryfikacji.
Dokładniejsze informacje o tym, co należy poprawić, być może znajdują się w dyskusji tego artykułu.
 Po wyeliminowaniu niedoskonałości należy usunąć szablon {{Dopracować}} z tego artykułu.
Ethne – osiedle typu miejskiego w starożytności, występujące głównie na terenie Macedonii i Tesalii (choć nie tylko), będące pewnym odpowiednikiem greckiej polis. W odróżnieniu od niej, ethne cechowała ograniczona autonomia wewnętrzna realizowana pod nadzorem królewskiego komisarza, a typowym ustrojem miasta była oligarchia lub system arystokratyczny. Ethne nie stanowiła więc odrębnego organizmu politycznego, ale formę zarządzania miastami w niektórych rejonach świata greckiego. Dzięki temu starożytna Macedonia uniknęła rozdrobnienia politycznego cechującego starożytną Grecję.